# Los Nacimientos (Antofagasta de la Sierra)
Los Nacimientos es una localidad del departamento Antofagasta de la Sierra, en el noroeste de la provincia argentina de Catamarca.

## Población
Cuenta con 43 habitantes (Indec, 2010), lo que representa un descenso del 44% frente a los 77 habitantes (Indec, 2001) del censo anterior.
| Gráfica de evolución demográfica de Los Nacimientos entre 1991 y 2010 |
|                                                                       |
| Fuente: Censos nacionales del INDEC                                   |

- Datos: Q9024080